# Sergiu Dadu
Sergiu Dadu (n. 23 ianuarie 1981, Chișinău) este un fost fotbalist internațional moldovean care juca pe postul de atacant.
În perioada 2002–2012 Sergiu Dadu a jucat 30 de meciuri pentru echipa națională de fotbal a Republicii Moldova, marcând 8 goluri. Cu cele 8 goluri marcate pentru națională, Dadu este pe locul trei în topul all-time al marcatorilor naționalei Moldovei.
În sezonul 2002–03 el a devenit golgheterul Diviziei Naționale.

## Palmares
Sheriff Tiraspol
- Campion al Moldovei (4): 2001/02, 2002/03, 2003/04, 2006/07
- Cupa Moldovei (1): 2001/02
- Cupa CSI (1): 2003[2]

Alania Vladikavkaz
- Finalist – Cupa Rusiei: 2010/11

Individual
- Golgheterul Diviziei Naționale: 2002/03 — 21 de goluri[3]

## Cariera internațională
Actualizat la 20 martie 2015.
| Echipa  | An    | Meciuri | Goluri |
| ------- | ----- | ------- | ------ |
| Moldova |       |         |        |
| 2002    | 1     | 0       |        |
| 2003    | 6     | 3       |        |
| 2004    | 5     | 3       |        |
| 2005    | 7     | 0       |        |
| 2006    | 5     | 1       |        |
| 2007    | 1     | 0       |        |
| 2010    | 2     | 0       |        |
| 2012    | 2     | 1       |        |
| 2013    | 1     | 0       |        |
| Total   | Total | 30      | 8      |

## Goluri internaționale
| #  | Data               | Stadion                         | Adversar    | Scor | Rezultat | Competiția                                             |
| -- | ------------------ | ------------------------------- | ----------- | ---- | -------- | ------------------------------------------------------ |
| 1. | 12 februarie 2003  | Stadionul Miheil Meshi, Tbilisi | Georgia     | 2–2  | 2–2      | Meci amical                                            |
| 2. | 10 septembrie 2003 | Stadionul Sheriff, Tiraspol     | Belarus     | 1–0  | 2–1      | Preliminariile Campionatului European de Fotbal 2004   |
| 3. | 20 noiembrie 2003  | Stade Josy Barthel, Luxembourg  | Luxemburg   | 2–1  | 2–1      | Meci amical                                            |
| 4. | 31 martie 2004     | Stadionul Republican, Chișinău  | Azerbaidjan | 1–1  | 2–1      | Meci amical                                            |
| 5. | 31 martie 2004     | Stadionul Republican, Chișinău  | Azerbaidjan | 2–1  | 2–1      | Meci amical                                            |
| 6. | 13 octombrie 2004  | Stadionul Sheriff, Tiraspol     | Scoția      | 1–0  | 1–1      | Calificările pentru Campionatul Mondial de Fotbal 2006 |
| 7. | 16 august 2006     | Stadionul Zimbru, Chișinău      | Lituania    | 1–1  | 3–2      | Meci amical                                            |
| 8. | 16 octombrie 2012  | Stadio Olimpico, Serravalle     | San Marino  | 1–0  | 2–0      | Calificările pentru Campionatul Mondial de Fotbal 2014 |